# Rouge de cadmium

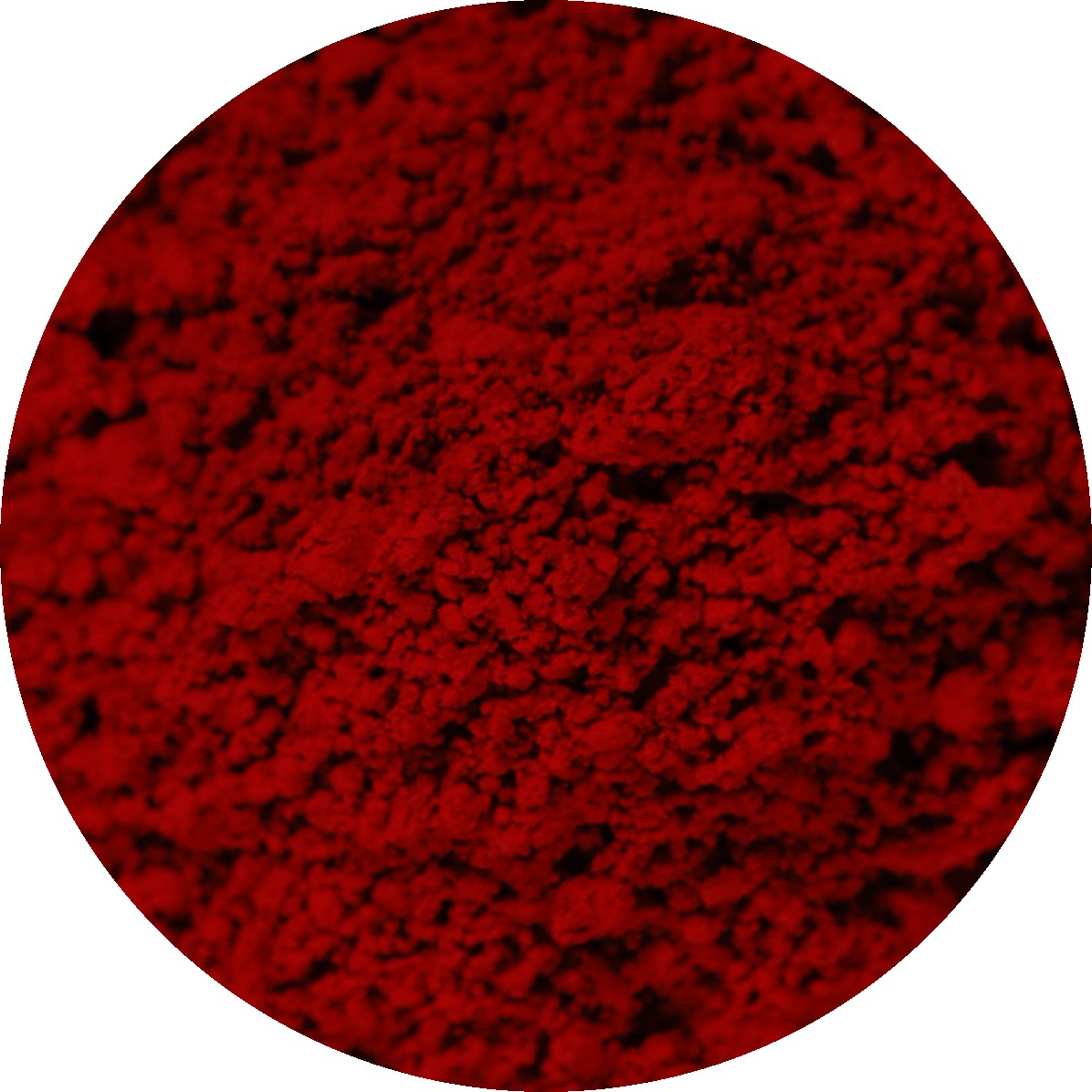
Rouge de cadmium moyen

Le rouge de cadmium est un pigment minéral de synthèse de teinte rouge très vive et pure. 
Il s'agit d'un sélénio-sulfure de cadmium. Il se distingue du jaune de cadmium (sulfure de cadmium) par l'apport en sélénium. 
Il est référencé au Colour Index sous le code PR108. Le rouge de cadmium, introduit au début du XXe siècle a été la première innovation dans les pigments rouge depuis l'introduction de la laque carminée au XVIe siècle, les autres rouges n'étant que des variantes améliorées des rouges d'oxyde de fer naturels, et le rouge d'aniline n'ayant jamais eu de succès auprès des artistes. Le rouge de cadmium est devenu l'« écarlate canonique de l'âge moderne. ».

## Histoire
Le cadmium a été découvert en 1817 par Berzelius, le sélénium la même année par Friedrich Stromeyer. Mais le rouge sulfure-sélénide de cadmium n'a été breveté, en Allemagne, qu'en 1892. Le rouge de cadmium a été commercialisé vers 1910 et a rapidement remplacé le vermillon. La société Bayer a développé en 1919 un moyen de le produire de façon économique.  
Henri Matisse se servait beaucoup de rouge de cadmium (voir L'atelier rouge)[réf. souhaitée]. Il essaya en vain de convaincre Auguste Renoir de l'utiliser à la place du vermillon[réf. souhaitée]. 

## Composition
Les rouges de cadmium vont du rouge-orangé au rouge-pourpre profond selon la proportion de séléniure. 
Ils sont divisés généralement en trois tons distincts : clair, moyen et foncé. 
On passe du jaune de cadmium (sulfure de cadmium, CdS) au rouge de cadmium (CdS/CdSe) en augmentant la quantité de sélénium. Le séléniure de cadmium (CdSe) pur est presque noir.  
L'orange de cadmium (PO20) n'est donc pas un mélange de jaune et rouge mais une composition intermédiaire de sulfure et séléniure de cadmium. 

## Caractéristiques
Les rouges de cadmiums sont appréciés pour leur vivacité et leur pureté de ton. Ils sont opaques. 
- Rouge de cadmium clair : proche du vermillon
- Rouge de cadmium moyen : rouge moyen et intense
- Rouge de cadmium foncé : rouge pur, à employer pur.

Ils sont en revanche onéreux. C'est pourquoi les fabricants de couleurs pour les beaux-arts proposent des imitations plus économiques, à base de pigments organiques (rouges naphtol PR170/PR112 ou DPP PR254/PR255) ; mais ces pigments ne parviennent pas à égaler les rouges de cadmium, ni en vivacité, ni en solidité.

## Toxicité
Les évaluations de la toxicité des rouges de cadmium se basent sur les études sur les sulfates de cadmium. Ils sont irritants pour les conduits respiratoires et peuvent avoir des effets sur les reins et sur les os. Ils sont toxiques pour les organismes aquatique, et susceptibles de provoquer le cancer chez l'être humain. 